# Niphonympha oxydelta
Nymphonia oxydelta là một loài bướm đêm thuộc họ Yponomeutidae. Nó được tìm thấy ở Úc.